# Kick-Ass 2 (película)
Kick Ass 2 (titulada en España Kick-Ass 2: Con un par) es una película de superhéroes estrenada en 2013, basada en el cómic del mismo nombre de Mark Millar y John Romita, Jr., y es la secuela de Kick-Ass, de 2010. La película fue escrita y dirigida por Jeff Wadlow y coproducida por Brad Pitt y Matthew Vaughn, quien fue el director de la primera película.
La película fue estrenada el 14 de agosto de 2013 en Reino Unido e Irlanda, y el 16 de agosto en Estados Unidos y Canadá. La productora de Matthew Vaughn, Marv Films, produjo la película junto a Universal Pictures.

## Argumento
Kick-Ass (Aaron Taylor-Johnson) se ha retirado de la lucha contra la delincuencia, pero inspiró a otros ciudadanos a convertirse en superhéroes. Le pide a Mindy Macready (Chloë Grace Moretz) entrenarlo para convertirse en un héroe apropiado. Su novia Katie Deauxma (Lyndsy Fonseca) se da cuenta de su extraño comportamiento y la frecuente absencia y piensa que la engaña con Mindy, (a pesar de que Katie está engañándolo) y rompe con él. Mindy continuaba en la lucha contra el crimen por su padre, sin embargo Marcus (Morris Chestnut) le hace comprometerse a tratar de vivir una vida normal. No queriendo trabajar solo, Kick-Ass se une a un equipo de héroes llamado «Justice Forever» (Justicia por siempre, en español). El equipo, dirigido por Sal Bertollini como el Coronel Stars and Stripes (Jim Carrey), incluye al amigo de Dave, Marty (Clark Duke) como Battle-Guy, y Miranda Swendlow como Night-Bitch (Lindy Booth). Chris D'Amico (Christopher Mintz-Plasse), molesto por la apatía de su madre a la muerte de su padre, la mata accidentalmente con una cama de bronceado. Chris usa su herencia para convertirse en un super villano con la ayuda de su guardia, Javier (John Leguizamo), y se hace llamar «The Motherfucker».
Justice Forever sirve a la comunidad, en un primer momento por ayudar a los pobres y el patrullaje de las calles, y luego asumiendo la tarea más amplia de cerrar un burdel ilegal. Después de patrullar, Night-Bitch y Kick-Ass comienzan una relación sexual. Dave y Marty intentan meter a su amigo, Todd Haynes (Augustus Prew), involucrado, pero Todd se molesta cuando Dave y Marty se burlan de su traje y el nombre (Ass Kicker).
Mindy intenta llevar una vida normal, y Marcus se encarga de enviarla a una fiesta de pijamas con las chicas más populares de su clase, grupo dirigido por Brooke (Claudia Lee). Ésta sugiere que Mindy se pruebe para el equipo de baile en la escuela, pero cuando Mindy cautiva a la audiencia con su audición, Brooke se siente celosa. Dave intenta que Mindy vuelva a luchar contra el crimen, lo que llevó a Mindy a invitar a un chico a una cita. Cuando Mindy finalmente permite que el chico la lleve a salir, todo resulta ser una broma cruel de Brooke y abandonan a Mindy en el bosque a caminar sola a casa. Mindy va con Dave por simpatía y éste la anima a vencer a las chicas malas en su propio juego. Al día siguiente, Mindy se enfrenta a las chicas, primero con humillaciones verbales, y luego utilizando un dispositivo que induce náuseas y diarrea al mismo tiempo. Mindy es suspendida de la escuela y Marcus se siente decepcionado.
Chris visita a su Tío Ralph (Iain Glen) en la cárcel para hablarle de sus propósitos. Tras una breve discusión de perspectivas, su tío le demuestra a Chris que está equivocado asesinando a su más cercano «familiar»: Javier.
Chris, en su resentimiento, usa su riqueza para montar una pandilla de supervillanos, y establece una guarida. Él encuentra al Coronel Stars and Stripes y Mother Russia (Olga Kurkulina), una enorme rusa ex-convicta, le rompe el cuello antes de que el Coronel diga Justice Forever, Chris pone insultos y amenazas de publicación en Twitter diciendo que esto es sólo el principio. Él continúa su búsqueda para destruir todo lo que ama Kick-Ass, localizando a Night-Bitch y con el objetivo de violarla, dándole una golpiza. Cuando la policía es llamada a la escena, Mother Russia, mata a varios oficiales de policía. El resultado es que la policía haga prohibición contra todos los villanos y vigilantes disfrazados, deteniendo a cualquiera vestido con traje o máscara. Cuando la policía llega a la casa del señor Lizewski, él toma la responsabilidad de ser Kick-Ass.
El amigo de Dave, Todd se une a la banda de Motherfucker, Motherfucker descubre que el hombre detenido por ser Kick-Ass es el padre de Dave. La pandilla del Motherfucker asesina al Sr. Lizewski en la cárcel y le envían una fotografía a Dave por el celular. Dave se compromete a no ponerse de nuevo el traje de Kick-Ass. Los otros miembros de Justice Forever asisten al funeral por simpatía con Dave, pero el funeral es emboscado por la pandilla del Motherfucker y Dave es secuestrado. Mindy persigue la camioneta, matando a todos sus ocupantes y rescatando a Dave. Mindy convence a Dave para convertirse en Kick-Ass y afrontar al Motherfucker.
Ellos reúnen a sus amigos superhéroes y van a la guarida del Motherfucker para una confrontación final. Mientras que Kick-Ass combate al Motherfucker, Hit-Girl lucha contra Mother Russia. Durante una encarnizada batalla, Kick-Ass y el Motherfucker luchan en la azotea de la guarida, cayendo finalmente este último a través de una claraboya al tanque del tiburón, donde es devorado.
Mindy lleva a Dave a casa, y dice que se va de Nueva York para proteger a Marcus de la investigación de la policía mientras se le busca por asesinato. Ella le dice que él es ahora el héroe que la ciudad necesita, lo besa antes de partir y Dave acepta la responsabilidad.
En una escena poscréditos, Chris grita desde su cama de hospital, perdió sus piernas, y casi no se puede mover.

## Reparto
- Aaron Taylor-Johnson como David Lizewski / Kick-Ass.
- Christopher Mintz-Plasse como Chris D'Amico / The Motherfucker (llamado HijoPuta en España) / anteriormente Red Mist.
- Chloë Grace Moretz como Mindy Macready / Hit-Girl.
- Jim Carrey como Sal Bertolinni / Coronel Stars and Stripes.[1]
- Clark Duke como Marty Eisenberg / Battle Guy.
- Olga Kurkulina como Katryna Dubrovsky / Mother Russia.
- Lindy Booth como Miranda Swedlow / Night-Bitch.
- John Leguizamo como Javier.
- Morris Chestnut como el sargento Marcus Williams.
- Garrett M. Brown como el señor Lizewski.
- Claudia Lee como Brooke.
- Augustus Prew como Todd Haynes / Ass-Kicker.
- Donald Faison como Doctor Gravity.
- Daniel Kaluuya como Black Death.
- Tom Wu como Genghis Carnage.
- Andy Nyman como The Tumor.
- Robert Emms como Insect Man.
- Steven Mackintosh como el padre de Tommy / Remembering Tommy.
- Monica Dolan como la madre de Tommy / Remembering Tommy.
- Benedict Wong como Sr. Kim
- Iain Glen como el tío Ralph D'Amico.
- Todd Boyce como el jefe de policía.
- Yancy Butler como Angie D'Amico.
- Lyndsy Fonseca como Katie Deauxma.[2]
- Wesley Morgan como Simon.
- Tanya Fear como Harlow.
- Ella Purnell como Dolce.
- Sophie Wu como Erika Cho.
- Amy Anzel como la Sra. Zane
- Enzo Cilenti como Lou.
- John Schwab como detective.
- Adam Bond como policía de funeral.

Además, los creadores de los cómics, Mark Millar y John Romita, Jr., el ex campeón de peso semipesado de UFC, Chuck Liddell, y la hijastra de Aaron Taylor-Johnson, Angelica Jopling hacen cameos en la película.

## Producción

### Desarrollo
El 8 de mayo de 2012, se informó de que una secuela sería distribuida por Universal Studios, y que Matthew Vaughn había elegido a Jeff Wadlow, quien también escribió el guion, para dirigir la secuela. Más tarde ese mes, Aaron Taylor-Johnson y Chloë Moretz entraron en negociaciones para repetir sus papeles como Kick-Ass y Hit-Girl, respectivamente.

### Guion
Chad Gómez Creasey y Dara Resnik Creasey realizaron trabajo sin acreditar en el guion de Wadlow para hacer a Hit-Girl más femenina y menos grosera a la luz de la edad mayor de Moretz

### Casting
En julio de 2012, Christopher Mintz-Plasse confirmó que regresaría como Chris D'Amico, que se convierte en el supervillano «The Motherfucker». Mintz-Plasse expresó su alivio de que una escena de la violación del cómic no se incluyó en la película y comparó la violencia de las pandillas en la historia con la película «The Warriors». Ese mismo mes, se anunció que John Leguizamo actuaría como un personaje llamado Javier, uno de los guardaespaldas de «The Motherfucker».
En agosto de 2012, se informó de que Donald Faison representaría al superhéroe «Doctor Gravity». Ese mismo mes, Yancy Butler se confirmó para repetir su papel de Angie D'Amico, Lyndsy Fonseca dijo que regresaría como Katie Deauxma en un papel menor, Robert Emms fue elegido como el exagente de policía convertido en el superhéroe «Insect Man», Morris Chestnut fue confirmado para reemplazar a Omari Hardwick como tutor de Hit Girl: Marcus Williams. Lindy Booth fue confirmada para representar a «Night Bitch», una superheroína que busca vengar el asesinato de su hermano. Andy Nyman fue anunciado para actuar como uno de los villanos llamado «Tumor». Y Claudia Lee se unió al reparto como Brooke, la líder de una banda de matones de escuela.
En septiembre de 2012, Jim Carrey fue elegido para el papel del Coronel Stars and Stripes, exgánster, cristiano nacido de nuevo, y el líder del grupo de superhéroes «Justice for ever». También en septiembre, Enzo Cilenti fue confirmado para aparecer en la película.  Se confirmó que la culturista Olga Kurkulina representaría la villana «Mother Russia». Se reveló que Clark Duke se repetirá en su papel como Marty Eisenberg, quien se convierte en el superhéroe «Battle Guy», y que Augustus Prew se haría cargo del papel de Todd Haynes, anteriormente de Evan Peters, quien se convierte en el superhéroe «Ass-Kicker».

### Filmación
El rodaje comienza el 7 de septiembre de 2012 en Mississauga, Canadá. Una vez que el rodaje en Mississauga termina a finales de septiembre, el elenco y la tripulación continúan en Londres, Inglaterra. El rodaje concluye el 23 de noviembre de 2012.

## Controversia
El 24 de junio de 2013, Jim Carrey retiró su apoyo a la película a causa de la violencia en el cine y el tiroteo en la Escuela Primaria Sandy Hook. Carrey escribió: «Hice Kick-Ass un mes antes de Sandy Hook y ahora con toda buena conciencia no puedo soportar ese nivel de violencia. Mis disculpas a los demás involucrados en la película, no me avergüenzo de ello, pero los últimos acontecimientos han provocado un cambio... en mi corazón».
Mark Millar respondió en su foro oficial, diciendo «Sí, el conteo de cuerpos es muy alto, pero una película llamada Kick-Ass 2 realmente tiene que hacer lo que dice en la lata», y lo comparó con películas de Quentin Tarantino, Sam Peckinpah, Chan-wook Park, y Martin Scorsese. Millar insistió en que la película se centró en las consecuencias de la violencia en lugar de la propia violencia.
Moretz también comentó: «Es una película. Si usted va a creer y ser afectado por una película de acción, no debe ir a ver a Pocahontas, porque usted va a pensar que es una princesa de Disney. Si es fácilmente influenciable, puede ver El silencio de los corderos y cree que es un asesino en serie. Es una película y es falso, lo he conocido desde que era una niña... no quiero correr por ahí tratando de matar a la gente e insultando. En todo caso, estas películas te enseñan lo que no se debe hacer».

## Recepción

### Crítica
Según Metacritic, Kick-Ass 2 ha recibido críticas mixtas de los críticos. Las críticas de la web Rotten Tomatoes reportó un índice de aprobación del 28%, con una calificación promedio de 4.7/10, basado en 144 opiniones. El consenso de la página web dice: «Kick-Ass 2 se queda corto en su intento de emular la mezcla única de la original, del humor, la ultra-violencia y la ironía».
Marcos Olsen de The New York Times dijo «Kick-Ass 2 es una versión menor de lo que parece ser, un revoltijo incierto en lugar de una verdadera exploración de la indignación, la violencia y la identidad». Olsen dijo «La vida ordinaria de Hit-Girl es más interesante que Kick-Ass tratando de ser un superhéroe, pero se siente, la historia se vio empañada por las malas bromas acerca de las funciones corporales». Criticó la actuación de Taylor-Johnson como «una zona libre de carisma». Manohla Dargis de The New York Times, dijo: «No hay nada bueno que decir de Kick-Ass 2, la más estúpida, sin la alegría de su predecesora, Kick-Ass». Dargis criticó además la misoginia y las bromas de mal gusto, así como su incapacidad para comprender la terrible belleza de las imágenes violentas. PopMatters dijo que «La vieja advertencia era que demasiados cocineros estropean el caldo, Kick-Ass 2 sufre de tener demasiados personajes y no el tiempo suficiente para hacer frente a todos». Gibron deseaba que hubiera habido más tiempo para explorar los personajes secundarios, como «Mother Russia». Se toma nota de los ecos de Carrie White en las secuencias de Hit-Girl en el instituto. Sugiere que una película de Hit-Girl, sería preferible.
Por el contrario, Justin Chang de Variety dijo «Kick-Ass 2 mejora a su predecesor al menos en un aspecto: no comete el error de tratar de hacer pasar su brutalidad rompe huesos como algo chocante o subversivo». John DeFore de The Hollywood Reporter dijo "La secuela ofrece exactamente la mezcla de maldad, lo que esperan los aficionados de la clasificación R y la acción color caramelo". Peter Bradshaw de The Guardian dijo: «La secuela de alboroto punk-superhéroe ha perdido bastante valor - pero Hit-Girl sigue siendo la cosa más fresca del film». Owen Williams, escribiendo para la revist Empire, señala: «Esto se siente como una película más pequeña», y llama «fiel adaptación de su homónimo cómic» y en absencia de Mark Strong alaba a Mintz-Plasse para la celebración de su propio villano. Él lo llama «un éxito más modesto que el primer Kick-Ass» y le da 3 estrellas de 5.

### Taquilla
En Estados Unidos, el primer fin de semana de la película "Kick-Ass 2" abrió sus puertas en el quinto lugar, con 13.332.955 dólares, detrás de Lee Daniel's The Butler, Somos los Miller, Elysium y Planes. Esto lo colocó por debajo de las expectativas de alrededor de 15 millones de dólares.

## Secuela
Si Kick-Ass 2 tiene éxito, Mark Millar espera que la producción siga adelante con una tercera película: «Kick-Ass 3 va a ser la última... le dije esto a Universal y ellos me preguntaron, ‘¿Qué significa eso?’, yo dije, ‘Significa que aquí es donde todo termina.’ Ellos dijeron, ‘¿Todos ellos mueren al final?’ y yo dije, ‘Quizá’, porque esta es una historia realista de superhéroes... si alguien no es a prueba de balas como Superman, y no tiene los millones de Batman, entonces eventualmente va a dar vuelta en la esquina equivocada y a terminar con la cabeza pateada o le van a disparar en el rostro. Así que Kick-Ass necesita reflejar eso. Tiene que haber algo dramático al final; no puede hacer esto por el resto de su vida».
Moretz se ha mostrado interesada en regresar en una tercera entrega, y además le gustaría explorar el lado oscuro de Hit-Girl: «Quiero ver algo que todavía no hayamos visto. Ya hemos visto quién es Mindy, ya hemos visto quien es Hit-Girl, creo que necesitamos combinar los personajes y ver a Mindy convertirse en Hit-Girl y a Hit-Girl convertirse en Mindy. Quizá su cabello natural tiene un mechón púrpura en él, quizá se vuelve un poco loca y más oscura, ya que perdió a su padre». Además agregó: «Sólo haría la tercera si fuera lógica. Necesita un buen guion y un buen director, probablemente Matthew (Vaughn). La tercera película necesita cerrar por completo la serie y tiene que ser una buena nota final». El 30 de agosto de 2013, Millar declaró que la película está «en proyecto». En mayo de 2014, en una conferencia de prensa para Godzilla, Taylor-Johnson declaró que está dispuesto a una tercera película, pero no está contratado para hacerla y no hay planes por el momento. En el mismo mes, Christopher Mintz-Plasse reveló que no había oído nada, y expresó dudas de que se realizara una tercera película debido al decepcionante rendimiento en taquilla de la segunda entrega. 
En junio de 2014, Chloë Grace Moretz coincidió con las declaraciones de sus coestrellas cuando se le preguntó acerca de Kick-Ass 3, afirmando que «Lo espero. Lo deseo. Sería divertido. Sería genial. Dudo que suceda, pero me encantaría». También citó al bajo rendimiento en taquilla del segundo film como el principal obstáculo para la producción de una tercera entrega y sugirió que la piratería era un factor: «La cuestión es que si los fans quieren una tercera película, deben comprar un boleto para ir a ver esta película. Esta fue como la segunda película más pirateada del año, entonces, si tú quieres una película hecha en dos, tres, cuatro o cinco partes, debes ir al cine y comprar un boleto. No piratearla». En agosto de 2014, Moretz reiteró sus declaraciones anteriores y dijo que «por desgracia, creo que he terminado con Hit-Girl». En febrero de 2015, Matthew Vaughn, director de la primera entrega, se mostró optimista con respecto a la realización de una precuela sobre Hit-Girl y declaró que «Si esto pasa, estoy bastante seguro de poder convencer a Aaron y Chloe de volver y terminar la historia de Kick-Ass». El 17 de junio de 2015, Vaughn dijo en una respuesta en Yahoo que estaba trabajando en la precuela sobre como Hit-Girl y Big Daddy se volvieron superhéroes y planea hacer Kick-Ass 3 después de esto.